# 基茨比厄爾
基茨比厄尔（德語：Kitzbühel，發音：[ˈkɪtsbyːl] ⓘ 或 [ˈkɪtsbyːəl] ⓘ；巴伐利亞語發音：[ˈkxɪtsb̥ɪxɪ]）是奥地利蒂罗尔州的市镇，位於該國中部，由負責管轄，面積58.02平方公里，海拔高度762米，該地區自公元前1100至800年左右有人類居住，2012年人口8,134。

## 地名
该地名Kitzbühel有[ˈkɪtsbyːl] ⓘ和[ˈkɪtsbyːəl] ⓘ两种发音，《世界地名翻译大辞典》中将其按第二种发音译作“基茨比厄尔”。

## 旅遊業
基茨比厄爾與鄰近的蒂羅爾州基希貝格、約赫貝格以及圖爾恩山口，構成了奧地利最大的滑雪區之一，滑雪道總長164（102英里）。在夏季，當中的120（75英里）會供山地單車使用。當地亦有500（310英里）的郊野步道作遠足之用。
基茨比厄爾及其周邊地區擁有約10,000張飯店和賓館床位，客房密度異常地高。

## 友好城市
- 法國 吕埃-马尔迈松

## 外部連結
- Tourist office Kitzbühel
- Kitzbühel Gigapixel Panorama (20.000 Megapixel)
- Kitzbühel Ski Slopes Photo Gallery
- Bergbahn Kitzbühel - mountain railway （页面存档备份，存于）
- Museum Kitzbühel - Alfons Walde （页面存档备份，存于）